# Rajd Wielkiej Brytanii 2001
Rezultaty Rajdu Wielkiej Brytanii (57th Network Q Rally of Great Britain), eliminacji Rajdowych Mistrzostw Świata w 2001 roku, który odbył się w dniach 23–25 listopada. Była to ostatnia czternasta runda czempionatu w tamtym roku i dziewiąta szutrowa, a także czternasta w Production World Rally Championship i szósta w Junior World Rally Championship. Bazą rajdu było miasto Cardiff. Zwycięzcami rajdu została fińska załoga Marcus Grönholm i Timo Rautiainen w Peugeocie 206 WRC. Wyprzedzili oni rodaków w Peugeocie, Harriego Rovanperę i Risto Pietiläinena oraz Brytyjczyków Richarda Burnsa i Roberta Reida w Subaru Imprezie WRC. Z kolei w Production WRC zwyciężyli Brytyjczycy David Higgins i Craig Thorley, jadący Subaru Imprezą 555, a w Junior WRC francusko-monakijska para Sébastien Loeb i Daniel Élena w Citroënie Saxo VTS 1600.
Rajdu nie ukończyło siedem załóg fabrycznych. Hiszpan Carlos Sainz w Fordzie Focusie WRC wycofał się na 11. odcinku specjalnym, a jego partner z zespołu Forda, Brytyjczyk Colin McRae, miał na 4. oesie wypadek. Z kolei Petter Solberg wycofał się z rajdu na 2. oesie, podobnie jak Tommi Mäkinen w Mitsubishi Lancerze WRC, który uległ wypadkowi. Partner Mäkinena z zespołu Mitsubishi, Belg Freddy Loix, miał awarię skrzyni biegów na 11. oesie. Brytyjczyk Mark Higgins w Fordzie Focusie WRC zrezygnował z jazdy na 11. oesie, a Estończyk Markko Märtin w Subaru Imprezie WRC miał awarię silnika na 5. oesie. Z kolei Włoch Piero Liatti w Hyundaiu Accencie WRC odpadł z rajdu na 2. oesie z powodu awarii skrzyni biegów.

## Klasyfikacja ostateczna
| Miejsce                     | Zawodnik                  | Pilot                     | Samochód                  | Czas                      | Strata                    | Grupa                     | Punkty                    |
| WRC (pierwsza dziesiątka)   | WRC (pierwsza dziesiątka) | WRC (pierwsza dziesiątka) | WRC (pierwsza dziesiątka) | WRC (pierwsza dziesiątka) | WRC (pierwsza dziesiątka) | WRC (pierwsza dziesiątka) | WRC (pierwsza dziesiątka) |
| --------------------------- | ------------------------- | ------------------------- | ------------------------- | ------------------------- | ------------------------- | ------------------------- | ------------------------- |
| 1.                          | Marcus Grönholm           | Timo Rautiainen           | Peugeot 206 WRC           | 3:23:44.8                 |                           | A8 M                      | 10                        |
| 2.                          | Harri Rovanperä           | Risto Pietiläinen         | Peugeot 206 WRC           | 3:26:11.9                 | +2:27.1                   | A8                        | 6                         |
| 3.                          | Richard Burns             | Robert Reid               | Subaru Impreza WRC        | 3:27:00.2                 | +3:15.4                   | A8 M                      | 4                         |
| 4.                          | Alister McRae             | David Senior              | Hyundai Accent WRC        | 3:30:33.6                 | +6:48.8                   | A8 M                      | 3                         |
| 5.                          | Armin Schwarz             | Manfred Hiemer            | Škoda Octavia WRC         | 3:31:16.1                 | +7:31.3                   | A8 M                      | 2                         |
| 6.                          | Kenneth Eriksson          | Staffan Parmander         | Hyundai Accent WRC        | 3:31:55.8                 | +8:11.0                   | A8 M                      | 1                         |
| 7.                          | Didier Auriol             | Denis Giraudet            | Peugeot 206 WRC           | 3:32:05.9                 | +8:21.1                   | A8 M                      |                           |
| 8.                          | Bruno Thiry               | Stéphane Prévot           | Škoda Octavia WRC         | 3:34:40.4                 | +10:55.6                  | A8 M                      |                           |
| 9.                          | Grégoire De Mévius        | Jack Boyère               | Peugeot 206 WRC           | 3:38:02.5                 | +14:17.7                  | A8                        |                           |
| 10.                         | Toshihiro Arai            | Tony Sircombe             | Subaru Impreza WRC        | 3:38:51.2                 | +15:06.5                  | A8                        |                           |
| PWRC (punktujący zawodnicy) |                           |                           |                           |                           |                           |                           |                           |
| 1. (11.)                    | David Higgins             | Craig Thorley             | Subaru Impreza 555        | 3:44:56.7                 |                           | N4                        | 10                        |
| 2. (12.)                    | Ramón Ferreyros           | Javier Marín              | Mitsubishi Lancer Evo VI  | 3:44:59.5                 | +2.8                      | N4                        | 6                         |
| 3. (14.)                    | Alistair Ginley           | Andrew Bargery            | Mitsubishi Lancer Evo VI  | 3:50:32.7                 | +5:36.0                   | N4                        | 4                         |
| 4. (16.)                    | Stig Blomqvist            | Ana Goñi                  | Mitsubishi Lancer Evo VI  | 3:50:41.2                 | +5:44.5                   | N4                        | 3                         |
| 5. (19.)                    | Peter Bijvelds            | Piet Bijvelds             | Mitsubishi Lancer Evo VI  | 3:57:57.2                 | +13:00.5                  | N4                        | 2                         |
| 6. (21.)                    | Oliver Clark              | Richard Pashley           | Mitsubishi Lancer Evo V   | 3:58:54.2                 | +13:57.5                  | N7                        | 1                         |
| JWRC (punktujący zawodnicy) |                           |                           |                           |                           |                           |                           |                           |
| 1. (15.)                    | Sébastien Loeb            | Daniel Elena              | Citroën Saxo VTS S1600    | 3:50:37.3                 |                           | A6                        | 10                        |
| 2. (17.)                    | Niall McShea              | Michael Orr               | Citroën Saxo VTS S1600    | 3:52:41.0                 | +2:03.7                   | A6                        | 6                         |
| 3. (22.)                    | Larry Cols                | Dany Colebunders          | Peugeot 206 XS S1600      | 3:59:25.1                 | +8:47.8                   | A6                        | 4                         |
| 4. (26.)                    | Alejandro Galanti         | Xavier Amigo              | Ford Puma S1600           | 4:08:31.3                 | +17:54.0                  | A6                        | 3                         |
| 5. (28.)                    | Saladin Mazlan            | Tim Sturla                | Citroën Saxo VTS S1600    | 4:09:29.8                 | +18:52.5                  | A6                        | 2                         |
| 6. (29.)                    | Massimo Ceccato           | Mitia Dotta               | Fiat Punto S1600          | 4:09:42.4                 | +19:05.1                  | A6                        | 1                         |

1. ↑  Litera M przy oznaczeniu grupy do której należy samochód oznacza, iż tylko ci kierowcy zdobywali punkty dla swoich zespołów liczonych w klasyfikacji producentów na koniec sezonu.

## Zwycięzcy odcinków specjalnych
| Dzień      | Odcinek | G. rozp. | Nazwa           | Długość  | Zwycięzca         | Czas    | Lider rajdu     |
| ---------- | ------- | -------- | --------------- | -------- | ----------------- | ------- | --------------- |
| 1 (22 LIS) | SS1     | 19:10    | Cardiff Super 1 | 2.45 km  | Colin McRae       | 2:10.1  | Colin McRae     |
| 2 (23 LIS) | SS2     | 08:26    | St. Gwynno      | 13.67 km | Colin McRae       | 6:34.7  | Colin McRae     |
| 2 (23 LIS) | SS3     | 08:53    | Tyle            | 10.55 km | Marcus Grönholm   | 5:41.9  | Colin McRae     |
| 2 (23 LIS) | SS4     | 09:29    | Rhondda 1       | 26.47 km | Marcus Grönholm   | 14:09.3 | Marcus Grönholm |
| 2 (23 LIS) | SS5     | 12:40    | Crychan         | 13.06 km | Marcus Grönholm   | 7:17.2  | Marcus Grönholm |
| 2 (23 LIS) | SS6     | 13:04    | Halfway         | 17.45 km | Marcus Grönholm   | 10:00.1 | Marcus Grönholm |
| 2 (23 LIS) | SS7     | 16:03    | Brechfa 1       | 29.80 km | Marcus Grönholm   | 17:23.0 | Marcus Grönholm |
| 2 (23 LIS) | SS8     | 16:51    | Trawscoed 1     | 26.26 km | Harri Rovanperä   | 16:51.9 | Marcus Grönholm |
| 3 (24 LIS) | SS9     | 08:55    | Resolfen        | 46.45 km | Marcus Grönholm   | 25:28.1 | Marcus Grönholm |
| 3 (24 LIS) | SS10    | 11:23    | Margam 1        | 27.93 km | Marcus Grönholm   | 16:26.2 | Marcus Grönholm |
| 3 (24 LIS) | SS11    | 13:53    | Brechfa 2       | 29.80 km | Marcus Grönholm   | 17:12.1 | Marcus Grönholm |
| 3 (24 LIS) | SS12    | 14:41    | Trawscoed 2     | 26.26 km | odcinek anulowany | -       | Marcus Grönholm |
| 3 (24 LIS) | SS13    | 19:10    | Cardiff Super 2 | 2.45 km  | Alister McRae     | 2:11.3  | Marcus Grönholm |
| 4 (25 LIS) | SS14    | 07:58    | Rheola 1        | 26.93 km | Harri Rovanperä   | 15:36.8 | Marcus Grönholm |
| 4 (25 LIS) | SS15    | 09:42    | Rhondda 2       | 26.47 km | Marcus Grönholm   | 14:31.6 | Marcus Grönholm |
| 4 (25 LIS) | SS16    | 12:18    | Rheola 2        | 26.93 km | Marcus Grönholm   | 15:23.6 | Marcus Grönholm |
| 4 (25 LIS) | SS17    | 13:36    | Margam 2        | 27.93 km | Marcus Grönholm   | 16:30.0 | Marcus Grönholm |

## Klasyfikacja końcowa sezonu 2001
Tabele przedstawiają tylko pięć pierwszych miejsc.

### Kierowcy
| Lp. | Kierowca        | Pkt |
| --- | --------------- | --- |
| 1   | Richard Burns   | 44  |
| 2   | Colin McRae     | 42  |
| 3   | Tommi Mäkinen   | 41  |
| 4   | Marcus Grönholm | 36  |
| 5   | Harri Rovanperä | 36  |

### Producenci
| Lp. | Producent                    | Pkt |
| --- | ---------------------------- | --- |
| 1   | Peugeot Total                | 106 |
| 2   | Ford Martini                 | 86  |
| 3   | Marlboro Mitsubishi Ralliart | 69  |
| 4   | Subaru World Rally Team      | 66  |
| 5   | Škoda Motorsport             | 17  |